# Hôtel Scipion
Ne doit pas être confondu avec Hôtel Sardini.
Pour les articles homonymes, voir Scipion.
L'hôtel Scipion est un hôtel particulier situé au 13, rue Scipion dans le 5e arrondissement de Paris. Construit à partir de 1565 par le financier et banquier Scipion Sardini, il devient à la Révolution française la boulangerie des hôpitaux de Paris, institution qui en a toujours la tutelle.

## Historique
Le banquier de la reine consort Catherine de Médicis, Scipion Sardini (1526-1609), décide de se faire construire une résidence à Paris à l'écart du centre de la ville en choisissant le faubourg Saint-Marcel et plus précisément la rue de la Barre, qui deviendra en 1806 la rue Scipion. Il acquiert en 1565 l'ancien terrain de Maurice Bullioud, doyen de Saint-Marcel et y fait construire l'actuel édifice dans le style Renaissance dans lequel il vit avec son épouse Isabelle de Limeuil.
Après la mort de Scipion Sardini en 1609, l'hôtel est transformé en hospice en 1612, « l'hôpital des pauvres renfermés », il abrite une boulangerie et une boucherie. Il est alors vendu à l'administration des pauvres enfermés de la ville de Paris par Marguerite Cousinet, veuve de François d'Amboise, maître des requêtes, qui l'avait acquis de Pierre Plombier, président en la chambre des comptes de Grenoble. Il est ensuite affecté à l'Hôpital-Général en 1656 pour créer une maison d'accouchement et d'allaitement sous le nom d'hôpital Sainte-Marthe. De 1673 à 1793, l'hôtel jouxte le cimetière de Clamart. Après la Révolution française, il devient la boulangerie des hôpitaux de Paris tout en étant proche du cimetière Sainte-Catherine. Il garde cette fonction de boulangerie jusqu'en 1974 lorsqu'il est transformé en musée puis en administration de l'Assistance publique - Hôpitaux de Paris (AP-HP) à partir de 1983.
Dans le cadre de la réduction de la dette de l'AP-HP, l'hôtel Scipion est vendu en janvier 2021 par l'État pour environ 50 millions d'euros à un promoteur immobilier privé, GDG Investissements dirigé par Rémi Gaston-Dreyfus, qui y entreprend d'importants travaux sous la direction de l'architecte Jean-Michel Wilmotte pour transformer l'édifice en un campus universitaire international qui devrait ouvrir ses portes à la rentrée universitaire 2024.

## Architecture
Il s'agit de la première bâtisse construite en brique et pierre de Paris. Moins connu que les célèbres place Dauphine et place Royale bâties sous Henri IV, l'hôtel Scipion présente de majestueuses arcades à l'italienne autour d'une vaste cour pavée entourée d'épicéas. Cette galerie Renaissance de briques rouges reposant sur six arcades en pierre en plein cintre possédait six médaillons remarquables de terre cuite en fort bas-relief qui furent en partie détruits puis restaurés pour quatre d'entre eux dans les années 1970. Cette galerie, en raison de son importance majeure d'un point de vue historique pour l'architecture parisienne, est classée au titre des monuments historiques par arrêté du 4 novembre 1899. La façade sur la rue et la toiture correspondante sont inscrits par arrêté du 26 septembre 1969.

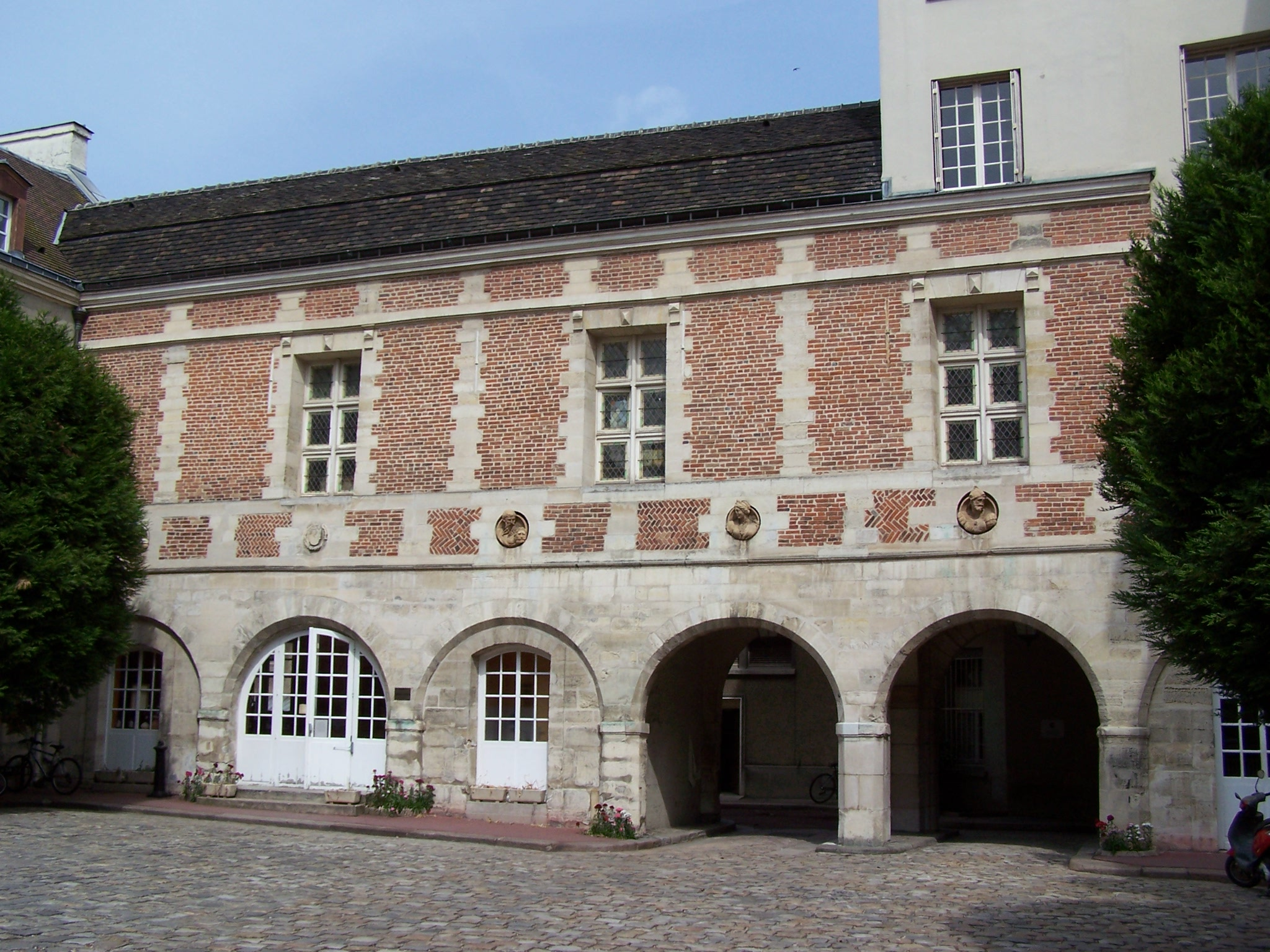
Le bâtiment nord : la galerie Renaissance aux médaillons.
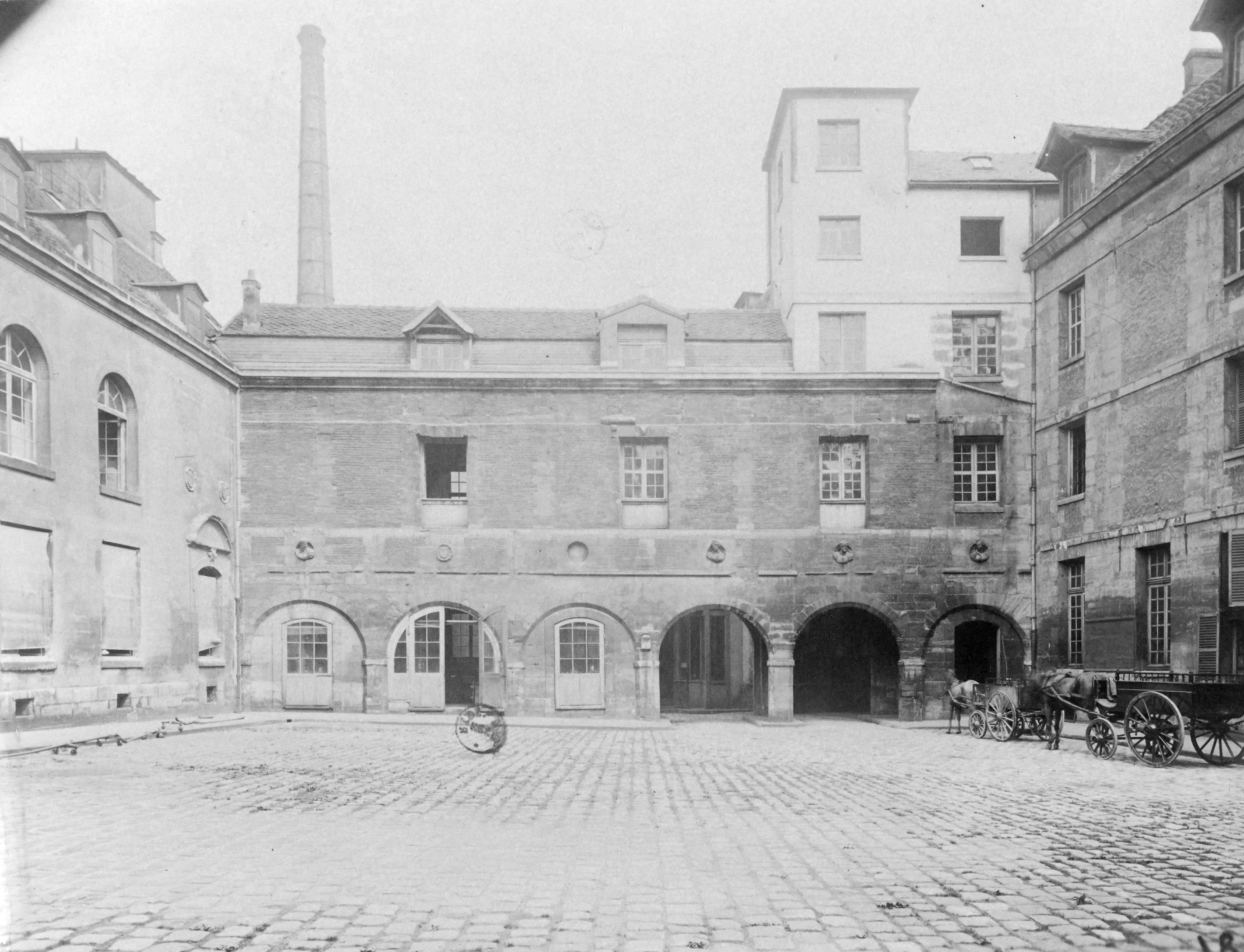
Même vue en 1899 - Photo Eugène Atget.
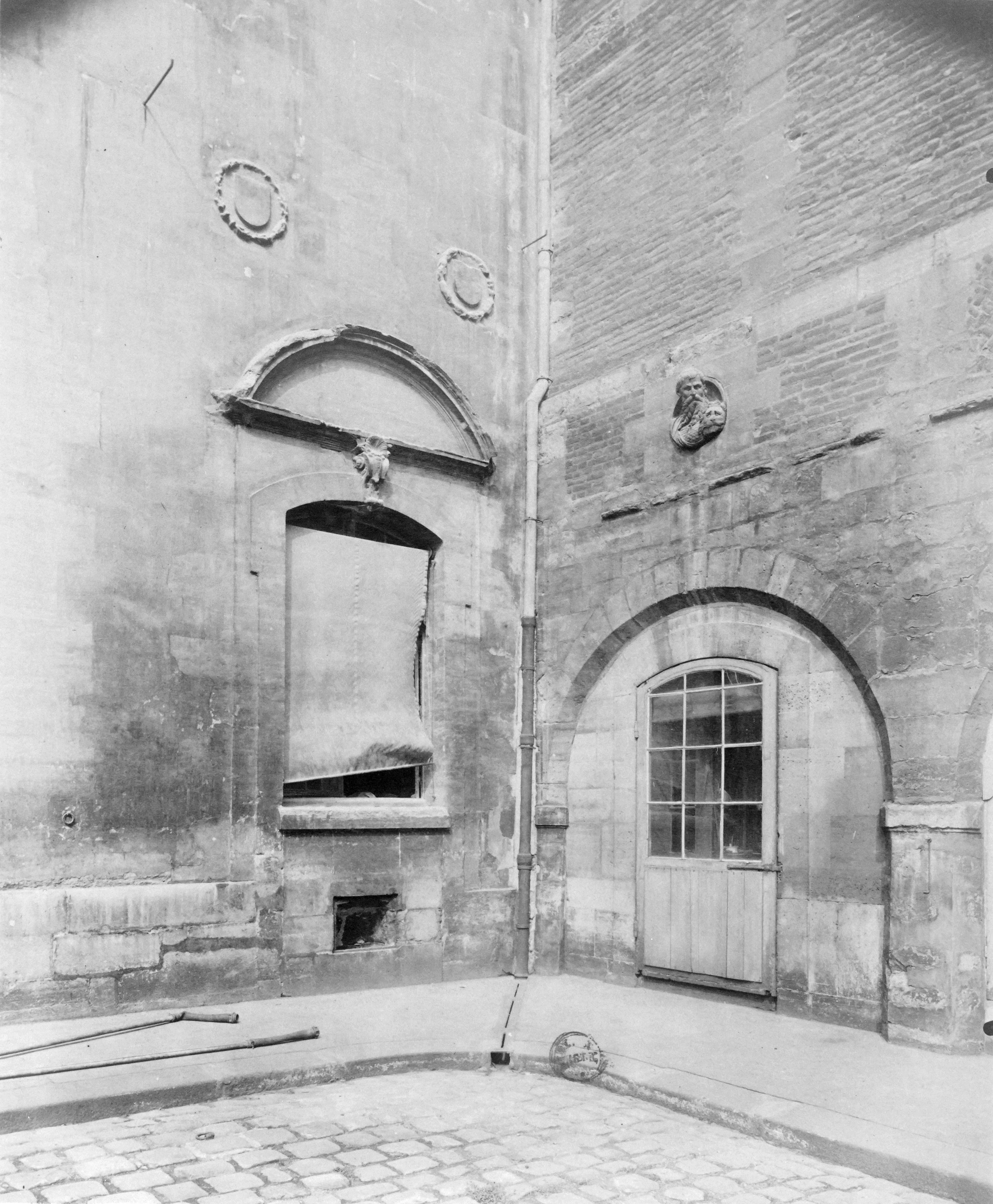
Médaillon au Lion en 1899 - Photo Eugène Atget.
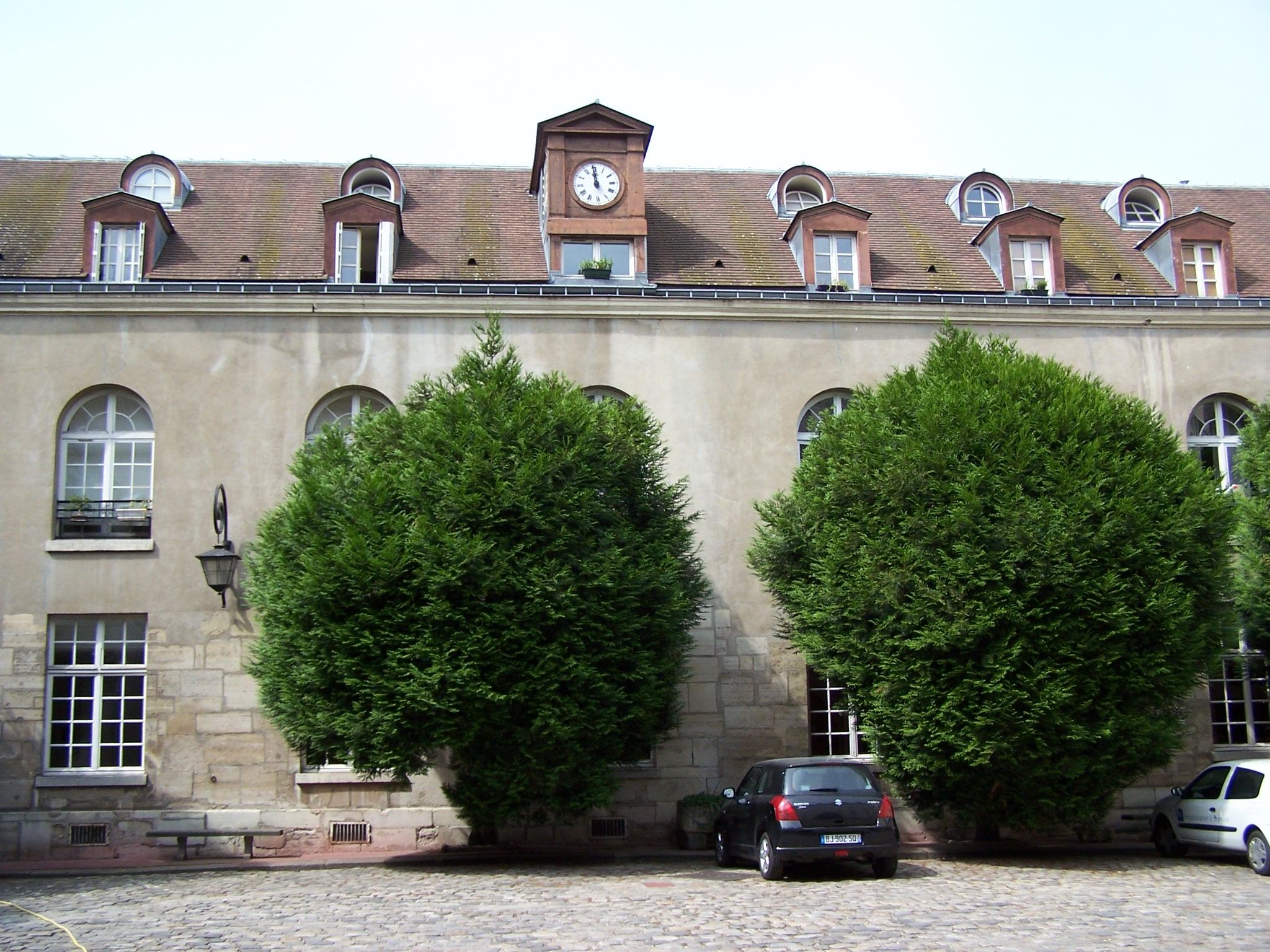
Le bâtiment ouest.

## Accès
L'hôtel Scipion est accessible à proximité par la ligne 7 à la station Les Gobelins.